# Gouy-Servins
Gouy-Servins település Franciaországban, Pas-de-Calais megyében. Lakosainak száma 357 fő (2022. január 1.). Gouy-Servins Bouvigny-Boyeffles, Servins, Villers-au-Bois, Ablain-Saint-Nazaire és Carency községekkel határos.

## Népesség
A település népességének változása:
| Lakosok száma | 345  | 344  | 347  | 344  | 344  | 347  | 350  | 355  | 357  |
|               | 2013 | 2015 | 2016 | 2017 | 2018 | 2019 | 2020 | 2021 | 2022 |